# Ford Fiesta S2000
La Ford Fiesta S2000 è una variante da competizione della Ford Fiesta realizzata dalla M-Sport e utilizzata per partecipare nei rally, precisamente nel campionato S-WRC/WRC-2, IRC e ERC secondo le specifiche S2000 dal 2010 al 2014.

## Storia

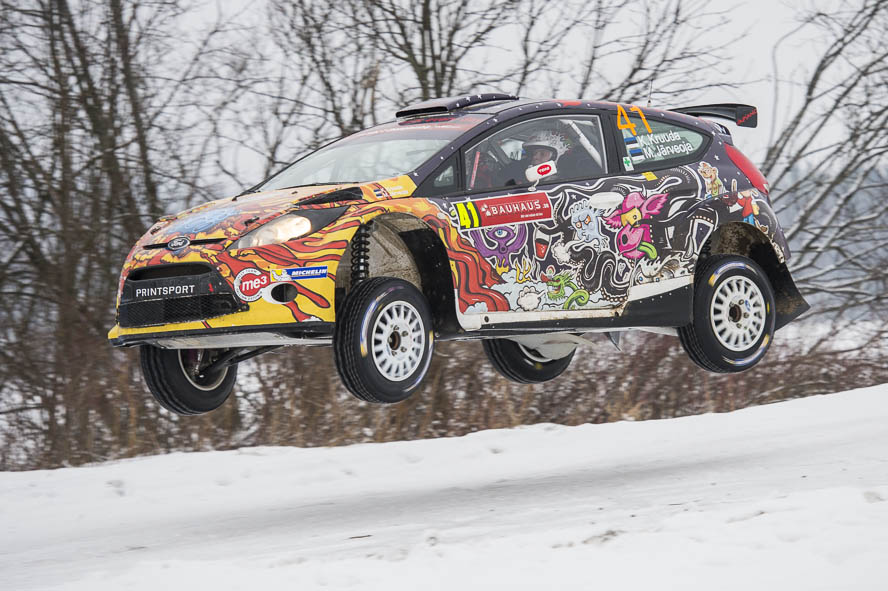
Fiesta S2000 al Rally di Svezia 2014

### Sviluppo
Il nome "S2000" è stato utilizzato per indicare la categoria d'appartenenza della vettura. Come da regolamento S2000, l'auto condivide alcune componenti con la Fiesta di normale produzione, per ridurre i costi di gestione e sviluppo. 
Per la realizzazione della vettura la Ford si è affidata alla scuderia inglese M-Sport. La gestazione della vettura è durata 9 mesi. Il modello oltre alla squadra ufficiale Ford, è stato venduto anche a scuderie private. 
Durante il suo sviluppo, la Fiesta ha percorso circa 3 000 km di prove e test tra i percorsi del rally d'Inghilterra e si sono protratti fino agli inizi del 2010.

### Carriera agonistica
La vettura ha fatto il suo debutto come safety car a novembre 2009 durante il Rally di Scozia. È stata presentata ufficialmente presso la sede di M-Sport il 19 novembre 2009.
Ha debuttato al Rally di Monte Carlo 2010 dove ha ottenuto la vittoria di categoria con al volante il finlandese Mikko Hirvonen. La vettura ha vinto il campionato S-WRC con alla guida Xavier Pons nel 2010 e Craig Breen nel 2012.
La Fiesta S2000 venne ufficialmente dismessa quando entrò in vigore la categoria R5, venendo sostituita dalla Ford Fiesta R5, ma rimanendo comunque in uso a vari team privati.

## Caratteristiche tecniche

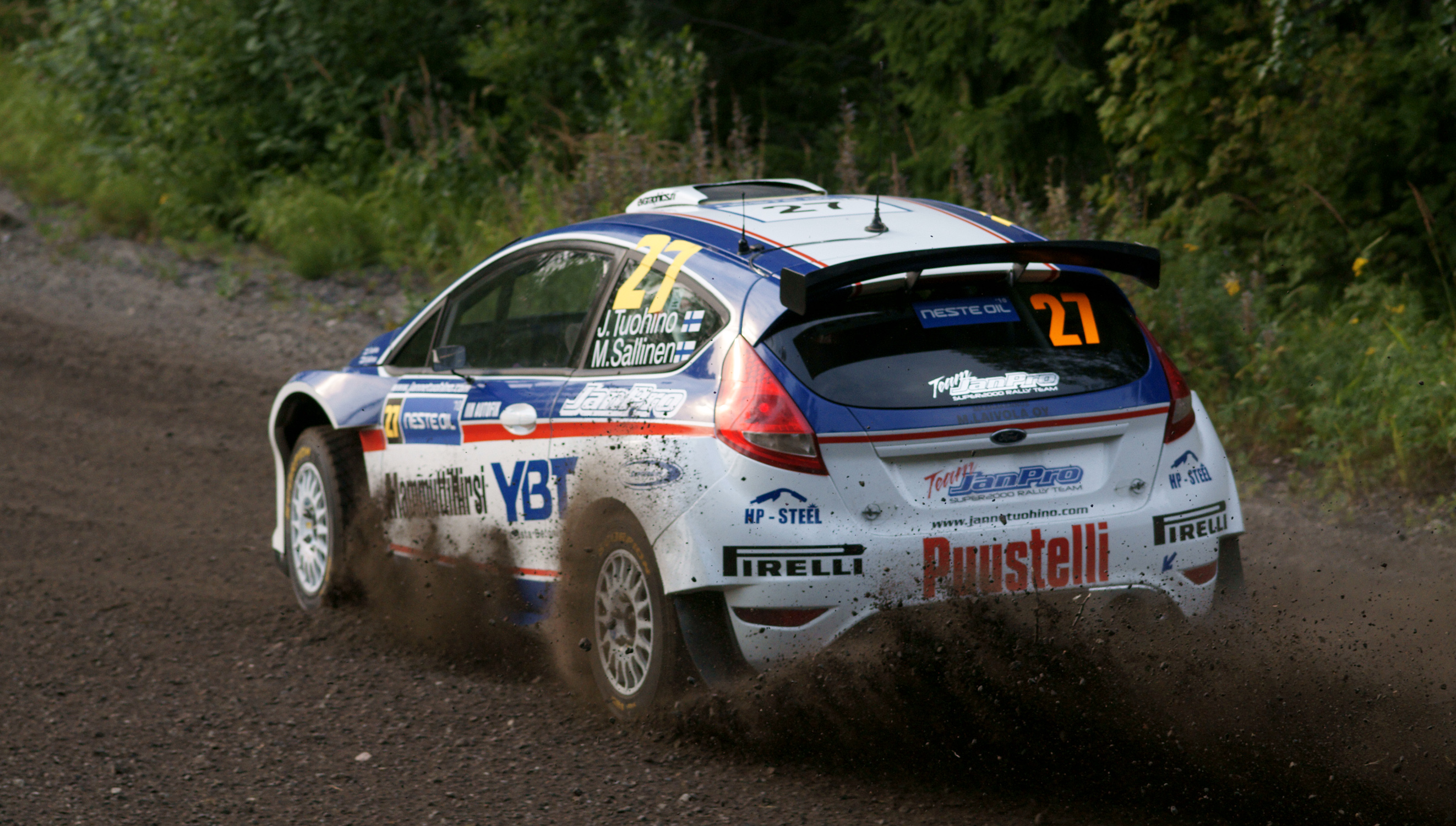
Fiesta S2000 al Rally di Finlandia 2010

La Ford Fiesta S2000 ricalca il modello di serie. I cambiamenti più significativi a livello estetico si hanno nelle carreggiate che sono state allargate, con la presenza di passaruota maggiorati che inglobano delle appendici aerodinamiche, di un piccolo splitter sul paraurti anteriore e di un'ala posteriore; sul tetto inoltre trova posto un piccolo air scoope. 
Proprio le carreggiate rispetto alla Fiesta stradale sono state incrementate di 10 cm, passando da 172 a 182 cm. Tale soluzione è stata necessaria per poter montare gli pneumatici da 18 o da 15 pollici, utilizzati rispettivamente sull'asfalto e sullo sterrato.

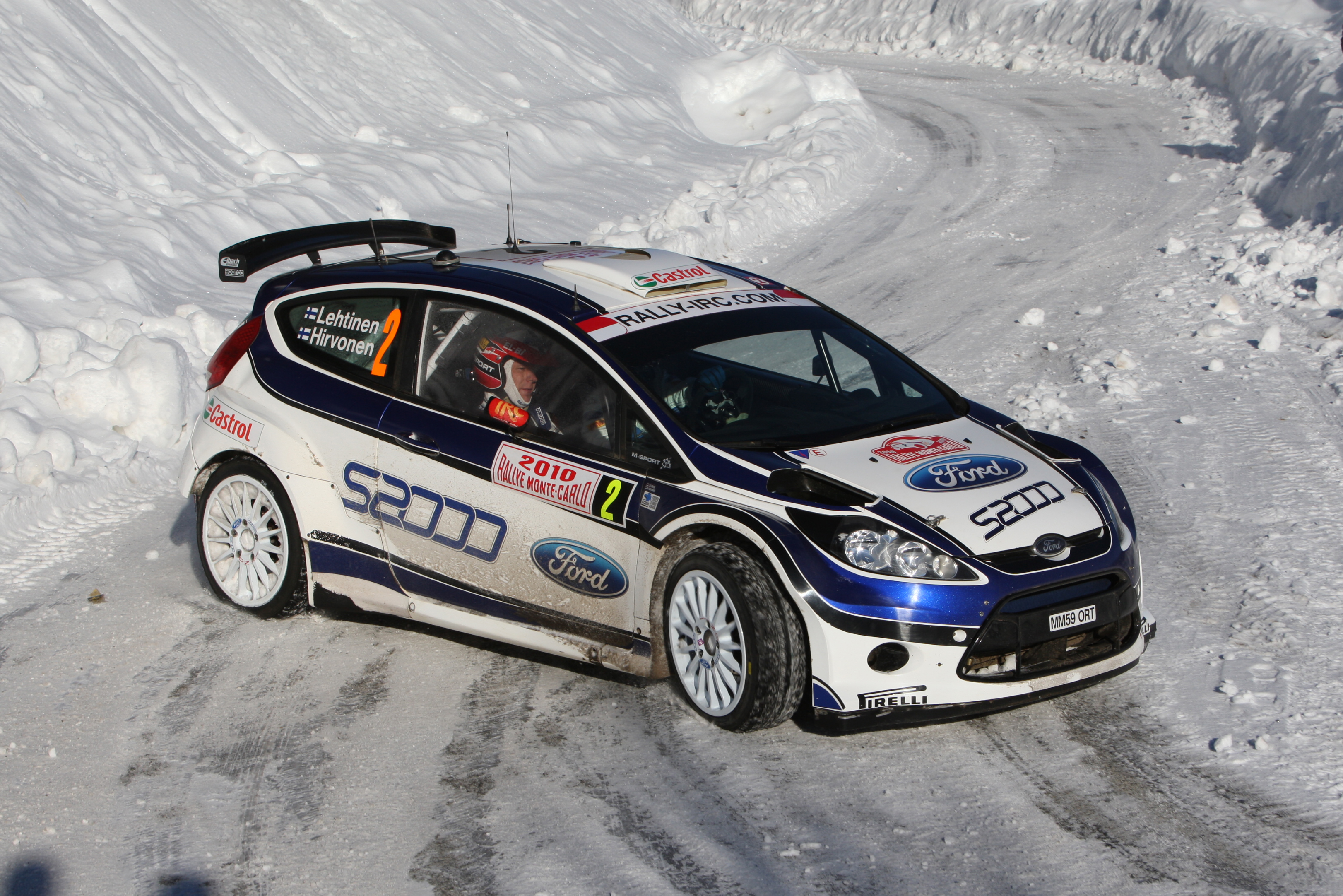
Mikko Hirvonen su Fiesta S2000 al Rally Monte Carlo 2010

Sul lato tecnico, sotto il cofano trova posto un'unità montata in posizione traversale da 2 litri aspirata con distribuzione bialbero a 16 valvole gestito da una centralina elettronica della Cosworth, che eroga 280 CV di potenza e 260 Nm di coppia a 6500 giri. 
La coppia viene gestita da un cambio sequenziale a sei rapporti della Xtrac, che invia la potenza a un sistema di trazione integrale permanente. Inoltre, la vettura può essere dotata di due tipologie di sistemi frenanti: per lo sterrato ci sono 4 dischi autoventilati della Brembo a quattro pistoncini dal diametro di 300 mm su entrambi gli assi; per l'asfalto i dischi sempre Brembo vengono maggiorati all'avantreno a 355 mm. La capienza del serbatoio è di 80 litri. Il peso della vettura si attesta sui 1197 kg.

## Palmarès
- 2 Super 2000 World Rally Championship (2010, 2012)

### Vittorie

#### IRC
| anno | rally                    | pilota            | co-pilota            |
| ---- | ------------------------ | ----------------- | -------------------- |
| 2010 | 78° Rally di Monte Carlo | Mikko Hirvonen    | Jarmo Lehtinen       |
| 2010 | 38° Rally di Cipro       | Nasser Al-Attiyah | Giovanni Bernacchini |
| 2012 | 8° Rally di Yalta        | Yagiz Avci        | Bahadir Gücenmez     |

#### Campionato europeo rally
| anno | rally                      | pilota         | co-pilota    |
| ---- | -------------------------- | -------------- | ------------ |
| 2011 | 68° Rajd Polski            | Michał Sołowow | Maciej Baran |
| 2011 | 41° Barum Czech Rally Zlín | Michał Sołowow | Maciej Baran |
| 2011 | 47° Geko Ypres Rally       | Michał Sołowow | Maciej Baran |

#### SWRC/WRC 2
Vittorie corrispondenti al campionato Super 2000, a partire dal 2013, chiamato WRC 2.
| anno | rally                         | pilota         | co-pilota       |
| ---- | ----------------------------- | -------------- | --------------- |
| 2010 | 23° Rally del Messico         | Xavier Pons    | Alex Haro       |
| 2010 | 29° Jordan Rally              | Xavier Pons    | Alex Haro       |
| 2010 | 40° Rally della Nuova Zelanda | Jari Ketomaa   | Mika Stenberg   |
| 2010 | 44° Rally del Portogallo      | Jari Ketomaa   | Mika Stenberg   |
| 2010 | 6° Rally del Giappone         | Jari Ketomaa   | Mika Stenberg   |
| 2011 | 24° Mexico Rally Corona       | Martin Prokop  | Jan Tománek     |
| 2011 | 30° Jordan Rally              | Bernardo Sousa | António Costa   |
| 2011 | 8° Rally di Sardegna          | Ott Tänak      | Kuldar Sikk     |
| 2011 | 29° Rally di Germania         | Ott Tänak      | Kuldar Sikk     |
| 2011 | 2° Rallye de France-Alsace    | Ott Tänak      | Kuldar Sikk     |
| 2012 | 80° Rally di Monte Carlo      | Craig Breen    | Gareth Roberts  |
| 2012 | 68° Rally di Gran Bretagna    | Craig Breen    | Paul Nagle      |
| 2012 | 3° Rally d'Alsazia            | Craig Breen    | Paul Nagle      |
| 2012 | 48° Rally di Catalogna        | Craig Breen    | Paul Nagle      |
| 2014 | 62° Rally di Svezia           | Karl Kruuda    | Martin Järveoja |
| 2014 | 64° Rally di Finlandia        | Karl Kruuda    | Martin Järveoja |